# Nuoto ai IV Giochi del Mediterraneo
Il nuoto ai Giochi del Mediterraneo 1963 ha visto lo svolgimento di 8 gare, tutte maschili.

## Medagliere
| Posizione | Paese      |   |   |   | Totale |
| --------- | ---------- | - | - | - | ------ |
| 1         | Italia     | 3 | 4 | 1 | 8      |
| 2         | Francia    | 3 | 3 | 0 | 6      |
| 3         | Spagna     | 2 | 1 | 5 | 8      |
| 4         | Jugoslavia | 0 | 1 | 1 | 2      |

## Podi

### Uomini
| Gara                 | Oro                                                                 | Tempo   | Argento                                                                       | Tempo   | Bronzo                                                         | Tempo   |
| Stile libero         |                                                                     |         |                                                                               |         |                                                                |         |
| 100 m                | Alain Gottvallès                                                    | 56”3    | Massimo Borracci                                                              | 57”2    | José Miguel Espinosa                                           | 57”6    |
| 400 m                | Francis Luyce                                                       | 4'31”9  | Veljko Rogošic                                                                | 4'33”6  | Juan Fortuny                                                   | 4'34”6  |
| 1500 m               | Miguel Torres                                                       | 17'59”3 | Francis Luyce                                                                 | 18'16”7 | Veljko Rogošic                                                 | 18'18”7 |
| Dorso                |                                                                     |         |                                                                               |         |                                                                |         |
| 200 m                | Jesús Cabrera                                                       | 2'21"2  | Claude Raffy                                                                  | 2'21"7  | Dino Rora                                                      | 2'21"9  |
| Rana                 |                                                                     |         |                                                                               |         |                                                                |         |
| 200 m                | Cesare Caramelli                                                    | 2'40”8  | Maurizio Giovannini Nazario Padrón                                            | 2'44”5  | ---                                                            |         |
| Farfalla             |                                                                     |         |                                                                               |         |                                                                |         |
| 200 m                | Federico Dennerlein                                                 | 2'18”7  | Giampiero Fossati                                                             | 2'20”5  | Joaquín Pujol                                                  | 2'20"9  |
| Staffette            |                                                                     |         |                                                                               |         |                                                                |         |
| 4x200 m stile libero | FranciaGèrard Gropaiz Francis Luyce Jean Pommat Jean Curtillet      | 8'28”3  | ItaliaGiovanni Orlando Pierpaolo Spangaro Massimo Borracci Sergio De Gregorio | 8'28”5  | SpagnaJuan Fortuny Antonio Codina Juan Martínez Miguel Torres  | 8'41”9  |
| 4x100 m misti        | ItaliaDino Rora Cesare Caramelli Giampiero Fossati Massimo Borracci | 4'13”2  | FranciaRobert Christophe Georges Kiehl Jean Pommat Alain Gottvallès           | 4'15”1  | SpagnaJesús Cabrera Nazario Padrón Joaquín Pujol josé Espinosa | 4'17”1  |